# Étoile d’Or (Sportpreis)
Die Étoile d’Or (deutsch: Goldener Stern) ist eine Auszeichnung, mit der die französische Fachzeitschrift France Football jährlich am Saisonende den besten Spieler der Ligue 1 ehrt. 
Der Preis wird seit 1956 vergeben und ist damit älter als die Auszeichnung zu Frankreichs Fußballer des Jahres, die auch von France Football vergeben wird.
Der Preisträger wird über ein Notensystem ermittelt. Dabei werden an jedem Spieltag der Liga von den Journalisten der Zeitschrift die Spieler auf einer Skala von 0 bis 10 (bis vor wenigen Jahren nur 0 bis 6) Sternen bewertet. Am Ende der Saison wird derjenige Spieler, der die höchste Bewertung erreicht, mit dem Preis ausgezeichnet. 
Bis 1992 wurden die Noten aufsummiert. Da jedoch die Auszeichnung von Torhütern dominiert wurde, da diese nicht so verletzungsanfällig sind und regelmäßig aufgestellt wurden, änderte die Zeitschrift das System. Seither wird der Mittelwert gebildet. Allerdings muss ein Spieler mindestens zwei Drittel der Saisonspiele absolviert haben, um berücksichtigt zu werden. Außerdem wird bei der Auszeichnung seit der Saison 1992/93 zwischen Torhütern und Feldspielern unterschieden.

## Gewinner
| - 2018/19: F: Neymar; T: Walter Benítez - 2017/18: F: Neymar; T: Régis Gurtner - 2016/17: F: Thomas Lemar; T: Cédric Carrasso - 2015/16: F: Zlatan Ibrahimović; T: Anthony Lopes - 2014/15: F: Javier Pastore; T: Anthony Lopes - 2013/14: F: Zlatan Ibrahimović; T: Benoît Costil - 2012/13: F: Clément Grenier; T: Mickaël Landreau - 2011/12: F: Eden Hazard; T: Steeve Elana - 2010/11: F: Eden Hazard; T: Hugo Lloris - 2009/10: F: Gervinho; T: Hugo Lloris - 2008/09: F: André-Pierre Gignac; T: Cédric Carrasso - 2007/08: F: Karim Benzema; T: Hugo Lloris - 2006/07: F: Cris; T: Jérémie Janot - 2005/06: F: Franck Ribéry; T: Yohann Pelé - 2004/05: F: Cris; T: Stéphane Cassard - 2003/04: F: Vikash Dhorasoo; T: Petr Čech - 2002/03: F: Ludovic Giuly; T: Mickaël Landreau - 2001/02: F: Philippe Mexès; T: Ulrich Ramé - 2000/01: F: Pascal Cygan; T: Faryd Mondragón - 1999/00: F: Marcelo Gallardo; T: Bernard Lama - 1998/99: F: Néstor Fabbri; T: Alexander Vencel Jr. | - 1997/98: F: Vikash Dhorasoo; T: Fabien Barthez - 1996/97: F: Ali Benarbia; T: Christophe Revault - 1995/96: F: Sonny Anderson; T: Christophe Revault - 1994/95: F: Jean-Guy Wallemme; T: Christophe Revault - 1993/94: F: Franck Durix; T: Fabien Piveteau - 1992/93: F: Jean-Pierre Cyprien; T: Luc Borrelli - 1991/92: Fabien Piveteau - 1990/91: Bruno Martini - 1989/90: Jean-Luc Ettori - 1988/89: Basile Boli - 1987/88: Bernard Pardo - 1986/87: Bruno Martini - 1985/86: Luis Fernández - 1984/85: Ruben Umpiérrez - 1983/84: Pascal Olmeta - 1982/83: Maxime Bossis - 1981/82: Pierrick Hiard - 1980/81: Dominique Dropsy - 1979/80: Pierrick Hiard - 1978/79: André Rey - 1977/78: Maxime Bossis | - 1976/77: Raymond Kéruzoré und Daniel Leclercq - 1975/76: Dominique Baratelli - 1974/75: Jean-Marc Guillou und Ignacio Prieto Urrejola - 1973/74: Jean-Marc Guillou - 1972/73: Henri Michel - 1971/72: Robert Herbin - 1970/71: Pavel Kouba - 1969/70: Bernard Bosquier und Mohamed Salem - 1968/69: Roger Lemerre - 1967/68: Roger Lemerre - 1966/67: Rachid Mekhloufi - 1965/66: Rachid Mekhloufi und Roger Lemerre - 1964/65: Robert Herbin - 1963/64: Rachid Mekhloufi - 1962/63: Daniel Charles-Alfred - 1961/62: André Lerond - 1960/61: Mahi Khennane und Pierre Bernard - 1959/60: Raymond Kopa - 1958/59: Jules Sbroglia - 1957/58: Maurice Lafont - 1956/57: Kees Rijvers |

Quellen: 1956/57 bis 2007/08 rsssf.org; seither die jeweilige France-Football-Ausgabe nach dem letzten Saisonspieltag der Ligue 1.

## Statistik
Bisher haben nur vier Spieler diese Auszeichnung je dreimal erhalten: Rachid Mekhloufi (1964, 1966, 1967), Roger Lemerre (1966, 1968, 1969) und – als separat bewertete Torhüter – Christophe Revault (1995 bis 1997) sowie Hugo Lloris (2008, 2010, 2011). Zweifache Gewinner der Étoile d’Or waren (ebenfalls in chronologischer Reihenfolge) Robert Herbin, Jean-Marc Guillou, Pierrick Hiard, Maxime Bossis, Bruno Martini, Fabien Piveteau, Vikash Dhorasoo, Cris, Eden Hazard, Mickaël Landreau, Zlatan Ibrahimović, Cédric Carrasso sowie Neymar.